# La Neuville-lès-Dorengt
La Neuville-lès-Dorengt település Franciaországban, Aisne megyében. Lakosainak száma 391 fő (2022. január 1.). La Neuville-lès-Dorengt Boué, Dorengt, Esquéhéries, Étreux, Iron és Vénérolles községekkel határos.

## Népesség
A település népességének változása:
| Lakosok száma | 414  | 381  | 359  | 376  | 399  | 388  | 380  | 377  | 382  | 391  |
|               | 1968 | 1982 | 1990 | 2006 | 2013 | 2015 | 2017 | 2019 | 2020 | 2022 |